# Heinz Wengler
Heinz Wengler   (Bielefeld, 27 de setembre de 1912 - 1 d'octubre de 1942) va ser un ciclista alemany que fou professional entre 1937 i 1942, sempre sota les ordres de l'equip Dürkopp. En el seu palmarès destaca una victòria d'etapa al Tour de França de 1937.

## Palmarès
- 1937
  - Vencedor d'una etapa al Tour de França
  - Vencedor d'una etapa a la Volta a Alemanya

### Resultats al Tour de França
- 1937. 37è de la classificació general. Vencedor d'una etapa
- 1938. Abandona (9a etapa)